# Histoire des Pyrénées-Orientales
Histoire du département des Pyrénées-Orientales

## Préhistoire
Les premières traces de l'homme dans ce qui deviendra les Pyrénées-Orientales remontent à un million d'années, pendant la glaciation de Günz. Le niveau de la mer, plus haut d'une centaine de mètres en début de glaciation, recouvrait totalement la plaine du Roussillon et rentrait dans les vallées. Il va baisser progressivement jusqu'à descendre à vingt mètres en dessous du niveau actuel. Sans doute déjà des homo erectus ou homo antecessor, les hommes de cette époque ne nous ont pas laissé d'autres vestiges que des pierres taillées.
- Homme de Tautavel (- 400 000 : le premier européen)
- Mégalithes du néolithique

## Antiquité gréco-romaine
- La présence grecque est attestée notamment à Port-Vendres, qui était vraisemblablement un comptoir portuaire d'une relative importance (épaves retrouvées dans le port).
- Au Ve siècle av. J.-C., des navigateurs grecs fréquentent à Collioure un comptoir maritime qui deviendra le port d'Elne[2].
- Conquête de la région par les Romains en -120.

### La Provincia
- Cette région, la Gaule narbonnaise, est aussi appelée la Provincia (dont le mot a donné « Provence »). Elle fut fondée en -118 et organisée en province impériale, dirigée par un légat siégeant à Narbo Martius, la ville dédiée au « dieu Mars » actuelle Narbonne, l'une des villes les plus importantes de la Gaule.
- La région était traversée, dans la plaine littorale, par la Via Domitia, voie romaine qui rejoint le très important carrefour commercial de Narbonne et qui était un maillon essentiel dans les communications entre la péninsule Ibérique et le restant de l'Empire romain.
- De nombreux vestiges sont aujourd'hui visibles sur le tracé de la voie romaine, notamment dans la topographie et la toponymie actuelles. On peut également voir d'importants vestiges romains au niveau du défilé de la vallée de la Rome et du col de Panissars comme les vestiges du trophée de Pompée.
- Vestiges romains localisés à Ruscino. De la cité romaine, situé juste au bord de la Têt sur une petite éminence, il subsiste les fondations arasées du forum et d'habitations, fouillés au XIXe siècle.

#### Cités antiques d'importance
- Aquae Calida (Amélie-les-Bains)
- Custoja (Coustouges)
- Clusa (Les Cluses)

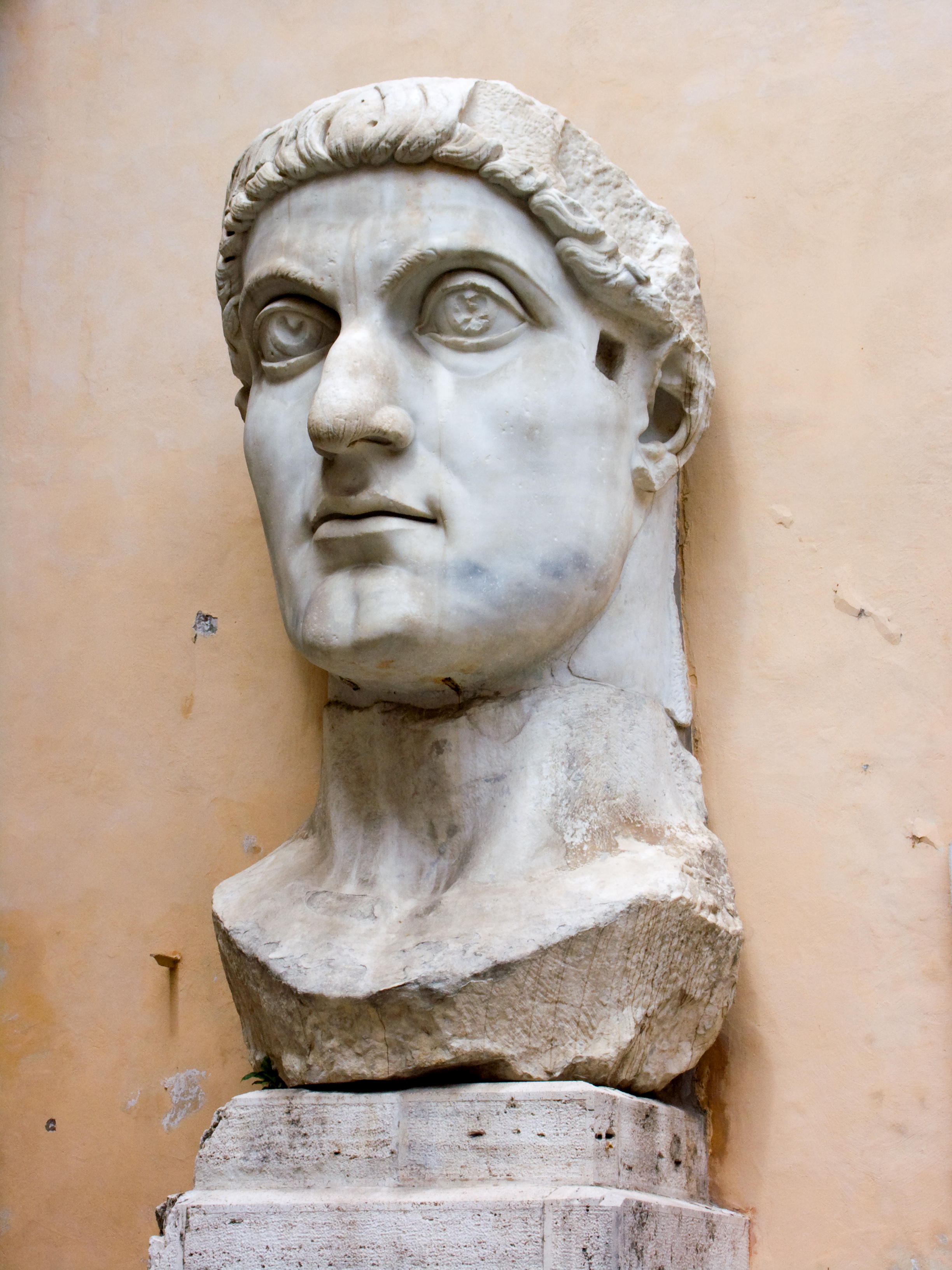
Tête colossale de l'empereur Constantin Ier, IVe siècle, musées du Capitole

- Illibéris, (Elne). En 337 l'empereur Constantin Ier la renomma du nom sa mère l'impératrice Helenae et y installa l'administration de Ruscino: la ville s'appela alors Castrum Helenae, devenu Helna, puis Elna et enfin Elne en français.
- Portus Vénéris, "le Port de Vénus", (Port-Vendres)
- Ruscino (Château-Roussillon)

### Le Royaume wisigoth
- Conquête de la province romaine de Tarraconaise (Hispania Tarraconensis) par les Wisigoths et leur roi Walliaà partir de 418. Ils sont envoyés à la solde de Rome pour combattre d'autres Barbares. Les Wisigoths y exterminent la tribu vandale des Silings, les Alains, battent et repoussent les « Suèves » en Galice, et les vandales Hasdings. Les Wisigoths obtiennent de Rome des terres en Aquitaine et le statut officiel de fédéré.

- le roi Wamba assiège Collioure en 673, pour y mater une rébellion[2].

## Période médiévale
- Conquêtes musulmane de l'Hispanie wisigothe au VIIIe siècle / IXe siècle : monnaies retrouvées à Ruscino. Mais installation vraisemblablement très brève.
- Guifred le Velu peut être considéré comme le fondateur de la Catalogne, en Espagne au IXe siècle. Il fut nommé comte de Barcelone peu avant, au concile de Troyes, en 878. Louis le Bègue destitua Bernat 1er, Comte de Barcelone, au profit de Guifred qui prend le titre de Comte de Barcelone et de Gérone, alors que son frère Miron 1er prend celui de Comte du Roussillon et fonde l'Abbaye Saint-Michel de Cuxa, en 879 dans le Conflent.

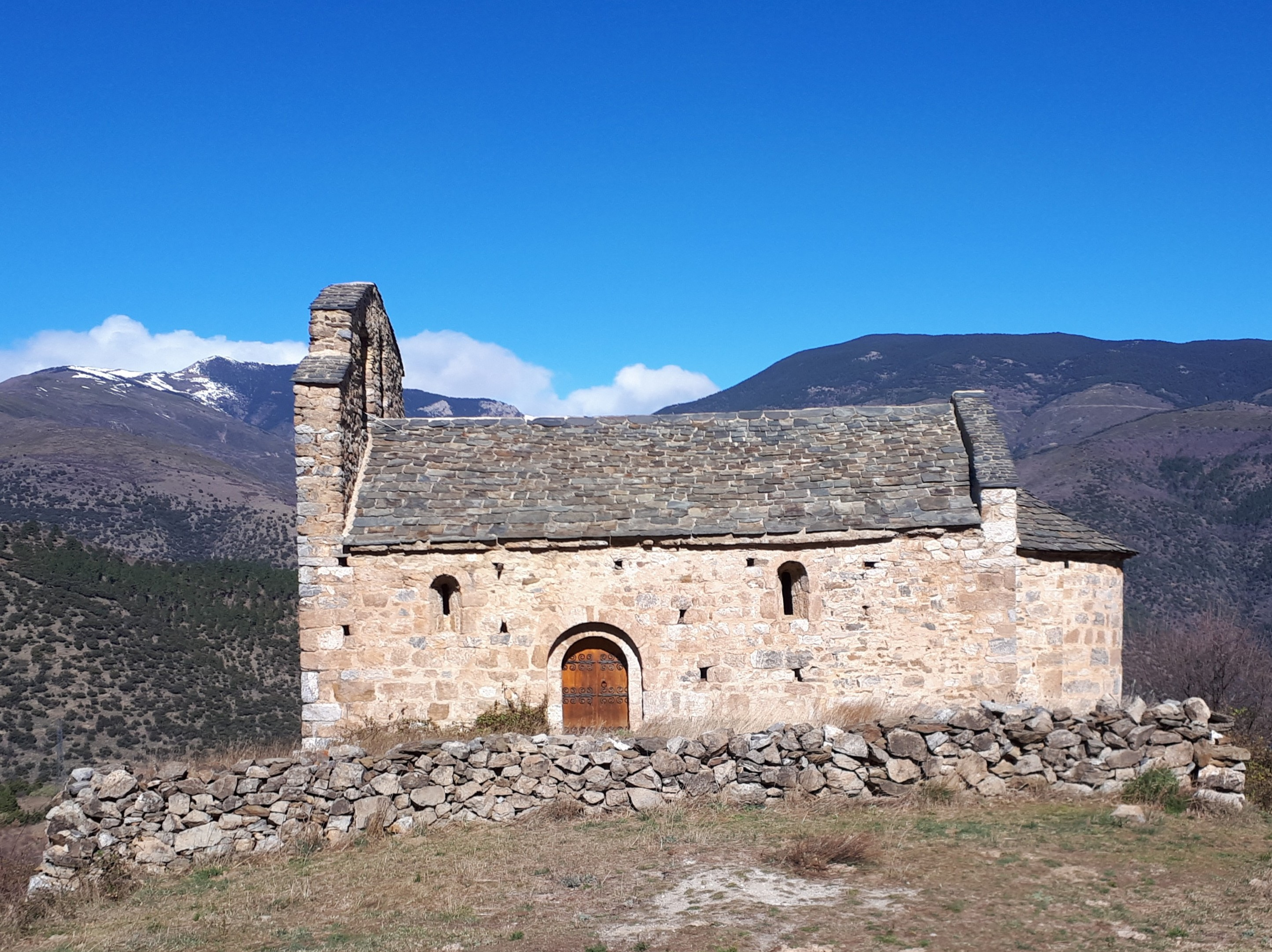
Outre les sites majeurs, comme St-Michel-de-Cuxa, de nombreuses petites églises des Pyrénées-Orientales sont des joyaux de l'architecture romane catalane. C'est le cas de Saint-Just-et-Saint-Pasteur d'En, sur la commune de Nyer. Comme beaucoup d'autres édifices de ce type, elle a été construite avec des matériaux disponibles à proximité, en l'occurrence du marbre précambrien.

La Catalogne a donné naissance à de remarquables créations de l'art roman occidental.
Abbayes bénédictines(St-Michel-de-Cuixa, St-Martin-du-Canigou, St-Génis-des-Fontaines, Arles-sur-Tech); églises et prieurés (Serrabona, Corneilla-de-Conflent, Marcevol, Villefranche-de-Conflent, Elne, St-Martin-de-Fenollar, Villelongue-dels-Monts) racontent la naissance du premier art roman.

### Le traité de Corbeil 1258
- Le traité de Corbeil passé le 11 mai 1258 à Corbeil en Île-de-France.

Le roi de France Saint Louis abandonne sa prétention historique à la suzeraineté sur la Catalogne, la Cerdagne et le Comté de Roussillon et le roi d'Aragon Jacques Ier d'Aragon renonce à la Provence, et au Languedoc, mais reste seigneur de Montpellier.
Pour sceller ce traité, Louis IX marie sa fille Blanche avec l'infant de Castille, Ferdinand de la Cerda, et Jacques Ier d'Aragon maria sa fille l'infante Isabelle avec le fils de Louis IX, le futur Philippe III.

### Le royaume de Majorque
Peu après, le royaume de Majorque est établi par Jacques II de Majorque, fils Jacques Ier d'Aragon, en 1262. Ce royaume, qui va durer jusqu'en 1344, sera une ère de prospérité pour le Roussillon. Les arts se développent sous l'égide des rois qui résident désormais à Perpignan au palais des rois de Majorque. Mais le Royaume durera moins d'un siècle : en 1344, à la suite de dissidences avec la couronne d'Aragon, il est annexé par ce dernier.
Le Roussillon, la Cerdagne, le Vallespir, le Conflent et le Capcir entrent alors dans la couronne aragonaise, pleinement réintégrés à la principauté de Catalogne.
En 1349, Jacques III, dernier roi de Majorque, comte de Roussillon et de Cerdagne vend la seigneurie de Montpellier au roi de France Philippe VI : Montpellier devient possession de la couronne de France.

### LeSiècle d'Or catalan
La Catalogne accueille au XVIIe siècle l'art baroque venu d'Italie. Chaque village abrite de nombreuses œuvres d'art de ce Siècle d'Or :
- église Sainte Eulalie et Sainte Julie de Marquixanes, possède de magnifiques retables Romans et Baroque
- église Ste Marie à Baixas, un impressionnant retable pré-baroque
- église St André à Rivesaltes, église-musée marquée par le sculpteur Jean-Jacques Melair
- église St Julien à Vinça, le retable de la Transfiguration
- église St Étienne et Hospice à Ille-sur-Têt, l'hospice, ancien hôpital, centre d'interprétation du patrimoine catalan
- église Ste Marie à Espira-de-Conflent, décors sculptés inspiré des œuvres de Poussin et de Rubens
- église St Pierre et trésor à Prades, La vierge sculptée par Joseph Sunyer
- église St Juste et Ste Ruffine à Prats-de-Mollo, elle abrite retables et légendes dorés.
- église Ste Marie d'Arles-sur-Tech, histoire du voyage des reliques d'Abdon et Sennen
- église Notre-Dame-des-Anges à Collioure, grand retable de la Vierge par Joseph Sunyer
- église Notre-Dame-del-Prat à Argelès-sur-Mer, retable de l'Assomption
- chapitre de St Paul de Fenouillet, exemple d'architecture baroque

## Renaissance et Lumières
- Le XVIIe siècle et le XVIIIe siècle marque l'éclosion de l'art baroque catalan. Les vieilles églises médiévales sont pour la plupart rénovées, agrandies, voir carrément reconstruites. Elles sont alors ornées de magnifiques et luxuriants retables et mobilier, peints, sculptés, dorés. Ce luxe contraste souvent avec la pauvreté des communautés. Pour ne citer que quelques édifices : l'église Sainte Eulalie et Sainte Julie de Marquixanes, l'église Sainte-Marie d'Espira-de-Conflent, l'église Saint-Pierre de Prades, l'église Saint-Julien et Sainte-Baselisse de Vinça…

### Laguerre de Trente Ans

Carte de la guerre de Trente Ans

La guerre de Trente Ans est une suite de conflits armés qui ont déchiré l’Europe de 1618 à 1648, et particulièrement opposé le royaume de France et la maison des Habsbourg entre 1635 et 1659. C'est une guerre qui s'est jouée simultanément sur l'ensemble du continent. Les combats se déroulèrent initialement et principalement dans les territoires d’Europe centrale dépendant du Saint-Empire romain germanique, mais impliquèrent la plupart des puissances européennes, à l’exception notable de l’Angleterre et de la Russie.
Dans la seconde partie de la période, les combats se portèrent aussi en France, aux Pays-Bas, en Italie du nord, au Portugal, en Catalogne, etc. Pendant ces trente années, la guerre changea progressivement de nature et d’objet : commencée en tant que conflit religieux, elle se termina en lutte politique entre la France et la Maison d’Autriche.
- Les armées françaises, fortes de 120 000 hommes, vont intervenir dans quatre secteurs dont trois principaux :
  - vers le nord, où les Pays-Bas espagnols se trouvent pris en tenaille entre la France et les Provinces-Unies ; le commandement est aux maréchaux de Châtillon et de Brézé[4]
  - vers l’est (duché de Lorraine, Alsace et pays rhénans, Franche-Comté – alors possession de l’Empire) ; le commandement est au cardinal de La Valette et à Bernard de Saxe-Weimar qui escompte acquérir une principauté en Alsace
  - en Italie du nord, dans le Piémont sous le maréchal de Créquy et dans la Valteline sous le duc de Rohan
  - dans le secteur des Pyrénées ne se trouve qu’un corps d’observation, mais en 1639, les français occupent Salses et Opoul.

- Le Soulèvement de la Catalogne contre l'occupation castillane et le "Corpus de Sang" pousse la principauté de Catalogne a reconnaître Louis XIII comme comte de Barcelone et de Roussillon le 23 janvier 1641. La France envoie une armée, commandée par le maréchal de la Mothe-Houdancourt pour prendre possession de la nouvelle province[5]. Plusieurs places sont prises et le siège est mis devant Tarragone que bloque aussi la flotte française commandée par l’archevêque de Sourdis. Les Espagnols la battent et les Français doivent lever le siège.

- Richelieu veut forcer l’Espagne en la menaçant directement. Au printemps, lui-même et Louis XIII bien que tous deux malades partent avec une armée pour conquérir le Roussillon. Richelieu doit s’arrêter mais le roi engage le siège de Perpignan, qui est prise le 9 septembre 1642[6]. Au mois de juin une armée française a battu les deux beaux-frères de Christine de Savoie. Le 4 décembre 1642 meurt Richelieu ; Louis XIII le suit dans la tombe le 14 mai 1643, laissant la régence à son épouse peu aimée, Anne d’Autriche qui est flanquée d’un conseil de régence composé entre autres de Mazarin et de Pierre Séguier.
- la flotte française est maîtresse de la Méditerranée et s'illustre lors de la bataille navale de Carthagène.

- Cela se passe moins bien pour les Français en Catalogne : le comte d'Harcourt doit abandonner le siège de Lérida en 1646. Afin d'éloigner le vainqueur de Dunkerque dont les ambitions deviennent gênantes, Mazarin nomme le duc d’Enghien, par ailleurs devenu prince de Condé depuis la mort de son père, vice-roi de Catalogne avec la charge de reprendre le siège de Lérida. Il échoue dans cette tâche[7] et la Catalogne est perdue pour la France, définitivement[8].

### Le traité des Pyrénées 1659

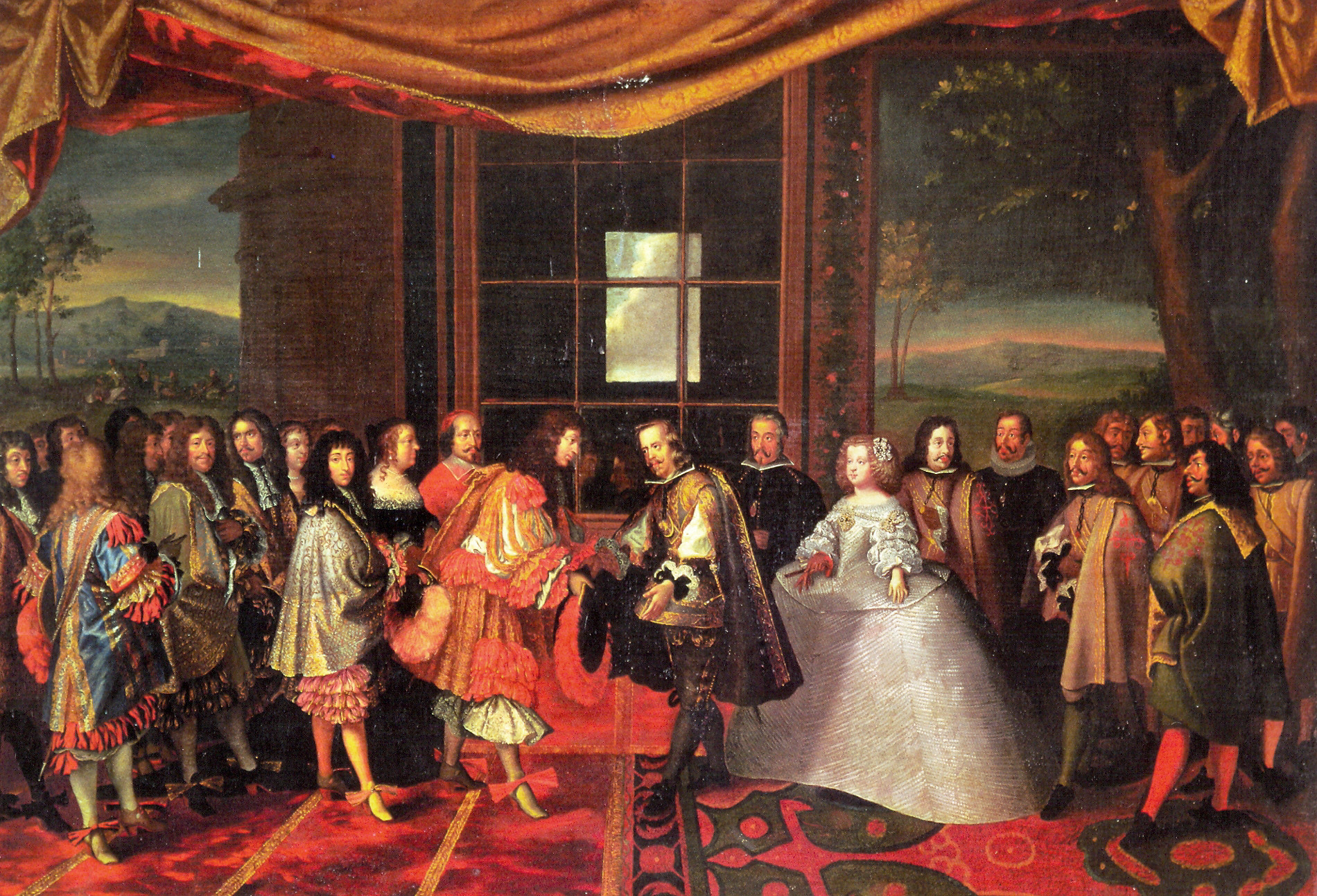
Entrevue de Louis XIV et de Philippe IV dans l'Île des Faisans en 1659 pour signer le traité des Pyrénées

La France est la grande gagnante de la guerre de Trente Ans: son hégémonie pourra bientôt s’affirmer sous Louis XIV. Elle bénéficie de plusieurs gains territoriaux sur ses frontières à la suite des traités de Westphalie et du traité des Pyrénées entre l'Espagne et la France, le 7 novembre 1659 : les Trois-Évêchés (Metz, Toul et Verdun), officiellement rattachés, ainsi que Brisach et Philippsburg, l’Alsace et Strasbourg (en 1681), la forteresse de Pignerol, ville du Piémont, l’Artois et le Comté de Roussillon.
- 1660 : Louis XIV abolit les constitutions catalanes du Roussillon et de la Cerdagne.
- 1667 : Début de la révolte des Angelets de la Terra en Catalogne.
- 1688 : Révolte des Gorretes.
- 1697 : Les français occupent Barcelone et une partie de la principauté de Catalogne. L'un des meilleurs généraux de Louis XIV, le duc de Vendôme, jure les Constitutions catalanes au nom de Louis XIV.
- 1697 : Les traités de Ryswick signés en 1697 à Rijswijk, ville hollandaise des faubourgs de La Haye, mirent fin à la guerre de la Ligue d'Augsbourg entre Louis XIV et la Grande Alliance. Louis XIV signe la restitution de la Catalogne et de Barcelone dans le patrimoine des Habsbourg, le calcul du roi de France était de ménager l'opinion espagnole, afin de préparer la Succession d'Espagne cause d'une guerre de 14 années en Europe : la Guerre de Succession d'Espagne qui a opposé de 1701 à 1714 la France et l'Espagne à une coalition européenne. L'enjeu en était le trône d'Espagne et, à travers lui, la domination en Europe.
- 1700 : Louis XIV édite un décret du 2 avril 1700 interdisant l'usage du catalan dans les lieux publics et notamment dans les écoles.

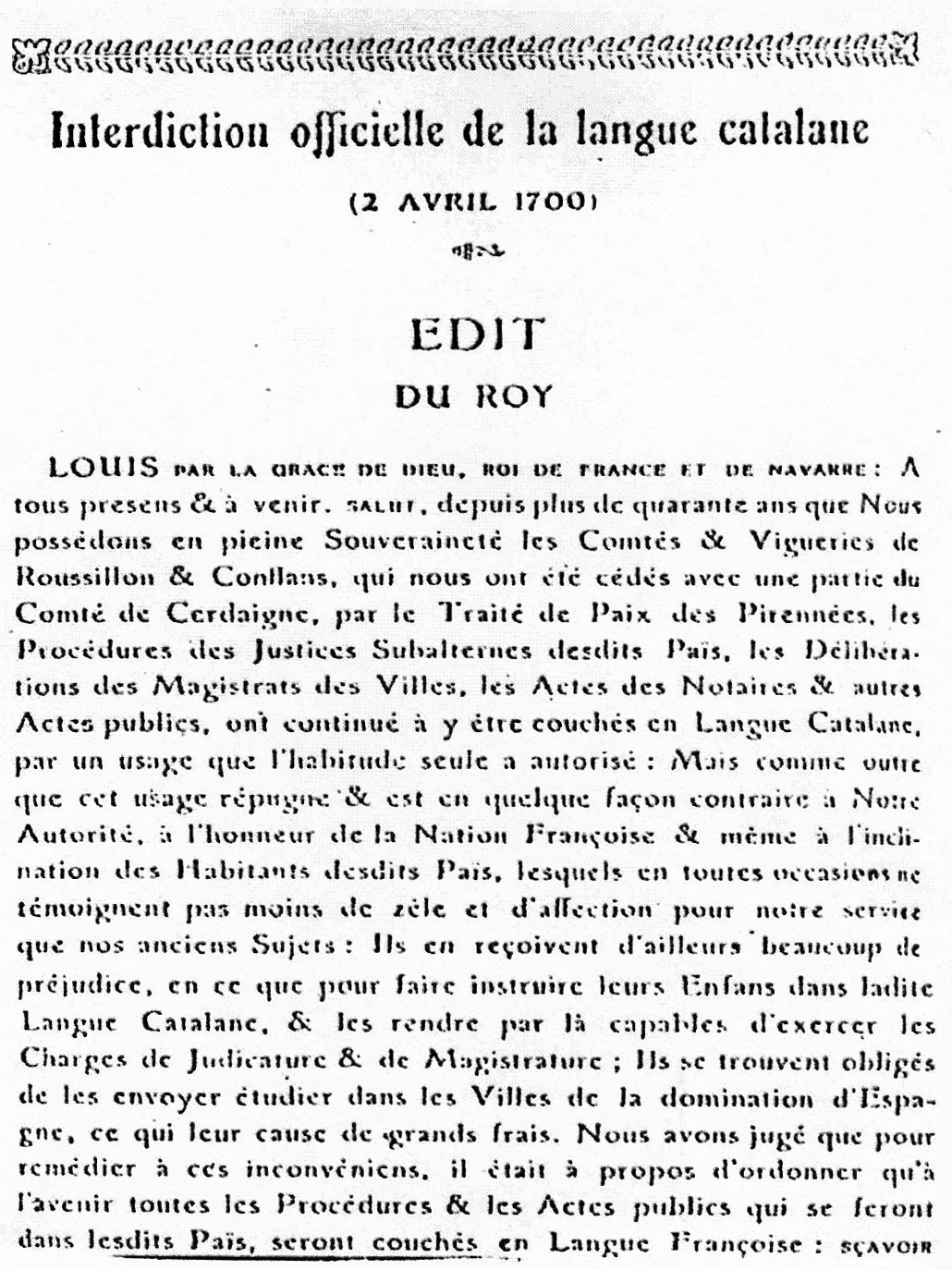

### Augustin-Joseph de Mailly, gouverneur du Roussillon

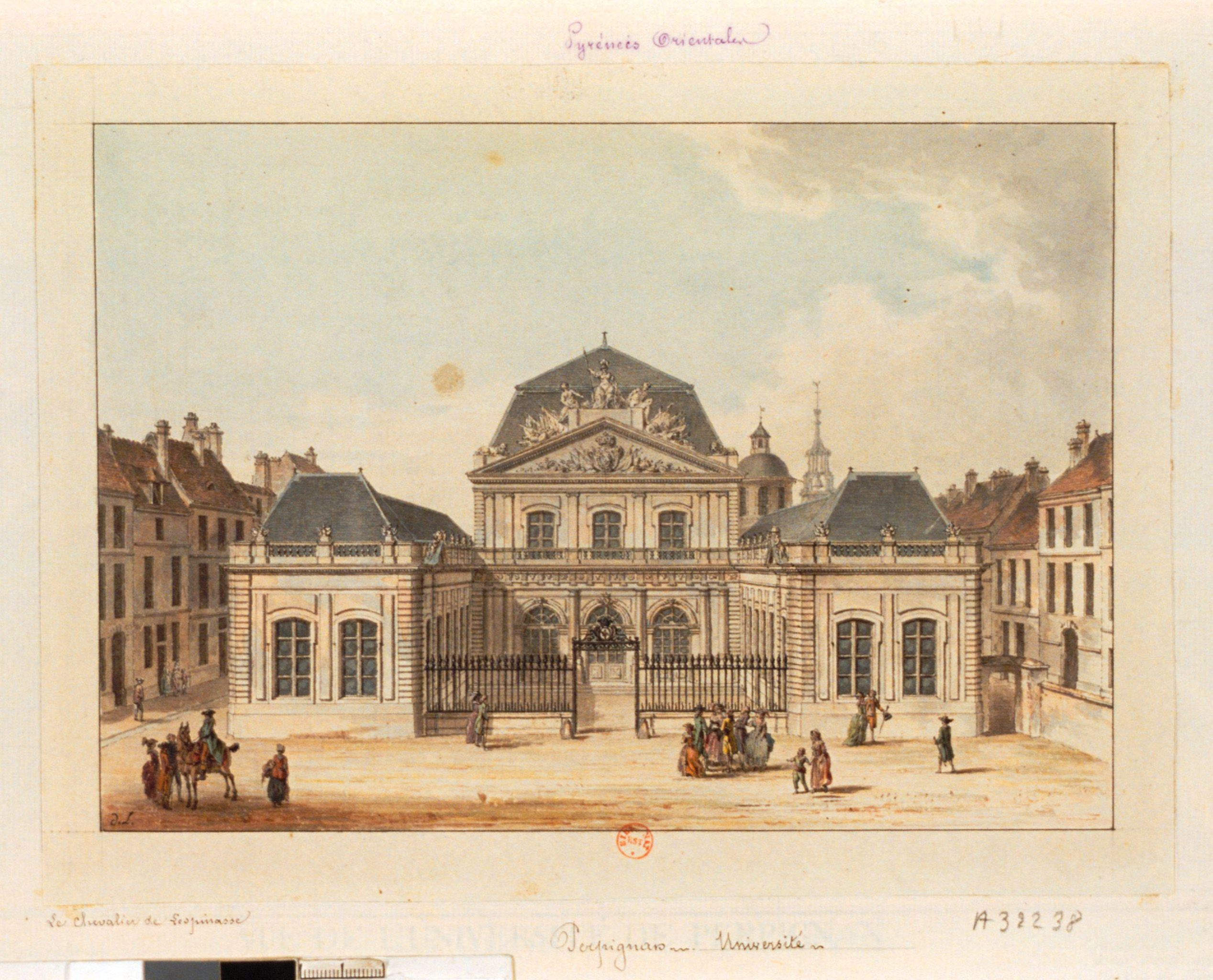
L'université de Perpignan au XVIIIe siècle.

En 1749, Augustin-Joseph de Mailly a, paraît-il, une aventure avec la reine Marie Leszczyńska, épouse de Louis XV. L'inspecteur général de la cavalerie et des dragons est alors éloigné de la cour de Versailles et nommé commandant de la province du Roussillon.
Il fonde des hôpitaux, des manufactures et des foires.
Mailly commence, après la paix avec l'Espagne, à négocier les rectifications de frontières. Il conclut avec l'Espagne, en 1750, un traité particulier qui fixe les limites des deux royaumes. Rénovateur de l’urbanisme de Perpignan, Mailly fonde le premier théâtre du Roussillon dans les locaux de la "Loge de Mer". Création d'une académie militaire pour former de jeunes nobles au service du roi le 15 juin 1751.
Entre 1759 et 1763, il rénove, à ses frais, l'université de Perpignan qu'il fait reconstruire sur le modèle d'un temple maçonnique.
Fondation de prix d'émulation, de douze places pour l'entretien des pauvres, et de plusieurs autres établissements, en 1784.
Louis XVI confie au maréchal de Mailly l'installation d'un port puissant et fortifié qui, sans pour autant négliger Collioure, siège d'une amirauté depuis 1691, soit capable d’assurer enfin un trafic régulier avec l'Europe entière, de l'Espagne à la Suède, d'Écosse à l'Italie, de la côte catalane à l'Orient et aux ports barbaresques, voire jusqu'aux Indes lointaines et jusqu'aux Amériques.
Augustin-Joseph de Mailly fonde Port-Vendres qu’il veut comme Perpignan la représentation idéale d’une ville maçonnique. Pour faire de Port-Vendres un véritable port profond et à l'abri des vents, il faut faire sauter certains blocs de rochers encombrant le chenal pour dégager la rade et permettre aux bâtiments de commerce d'approcher jusqu'aux quais. Outre le port moderne, en 15 années (1770-1785), il complète la ville, trace et perce quelques petites rues, construit de nouvelles habitations sur un plan uniforme, rectifie des alignements, construit des quais et des débarcadères commodes.
Pour marquer d'un symbole la naissance de Port-Vendres, et à la demande même des habitants d'alors, Louis XVI permet à la Province de faire ériger à sa gloire le premier monument élevé en France en son honneur, l'obélisque de Port-Vendres.
À Perpignan, son influence devient vite considérable. Toute l'élite catalane se presse dans les salons de ce frère de La Sociabilité.
Le 2 octobre 1753, le maréchal de Noailles, en querelle avec Mailly, réussit à le faire révoquer de son commandement.
La disgrâce de Mailly dure peu, car il est chargé d'aller complimenter en Espagne, de la part du roi, l'Infante Marie-Thérèse-Raphaëlle de Bourbon, après quoi il a l'honneur de la recevoir à son partage, et de lui faire les honneurs de sa province de Roussillon.
Augustin-Joseph de Mailly est nommé en 1771 directeur-général des camps et armées des Pyrénées et des côtes de la Méditerranée. Louis XVI le nomme chevalier de ses ordres et le crée, en 1783, maréchal de France.

## Naissance des Pyrénées-Orientales
La loi du 22 décembre 1789 organise les pouvoirs au sein de nouvelles circonscriptions appelées départements puis le décret du 15 janvier 1790 fixe le nombre de départements à 83.
Le département des Pyrénées-Orientales est créé le 6 mars 1790, les députés de l'ancienne province de Roussillon signent l'arrêt créant le département de Roussillon qui prend rapidement le nom de Pyrénées-Orientales. Le nouveau département est plus vaste que l'ancienne province de Roussillon, dont la langue faisait l'unité, car on y incorpore la petite région languedocienne du Fenouillèdes soit plus de 25 communes dont Saint-Paul-de-Fenouillet, Maury, Latour-de-France, Bélesta, Montalba-le-Château, Sournia.
De 1791 à 1793, les 3 districts (Perpignan, Prades et Céret) du département des Pyrénées-Orientales fournirent 4 bataillons de volontaires nationaux.

### La guerre du Roussillon
Le 7 mars 1793, la Convention déclare la guerre au roi d'Espagne coupable d'avoir exigé en décembre 1792 que soit préservée la vie de Louis XVI. Le roi ayant été exécuté le 21 janvier 1793, les conventionnels ont estimé la guerre inévitable.
Dès le 17 avril 1793, l'invasion espagnole commence en Vallespir avec l'aide d'émigrés et d'habitants de la région. C'est le début de la Guerre du Roussillon.
- L'armée française est défaite au Mas deu, près du Boulou, le 17 mai 1793, ouvrant aux troupes espagnoles la route de Perpignan.
- Le 17 septembre 1793, les Espagnols sont battus à Peyrestortes
- L'armée des Pyrénées orientales où sévit la brutalité de la terreur est réorganisée et remporte la victoire du Boulou, le 30 avril 1794, prélude au retrait définitif des Espagnols.
- Reconquête du Fort de Bellegarde, au Perthus par le général Dugommier, le 7 septembre 1794.

## LeXIXesiècle
Pendant les Cent-Jours, L’empereur Napoléon Ier incorpore le général Cassagne dans l’armée des Pyrénées orientales le 13 juin 1815, sous les ordres du général Comte de Caen. Un ordre absolu lui prescrit de se rendre à Perpignan pour inspecter les Gardes Nationales d’élites du Midi mobilisées dans les 9e et 10e division militaire. Il arrive à Perpignan le 29 juin 1815, après l’abdication de Napoléon (22 juin 1815) et se met en relation avec le Duc D’Angoulême sur la frontière espagnole. Ce Prince lui fait témoigner sa satisfaction par le comte Étienne-Charles de Damas-Crux. À l’invasion des Espagnols, il emploie son influence à réunir et former des troupes. Le général Ricard lui fait part de sa satisfaction et lui confie le corps d'observation des Pyrénées-Orientales.
Le lieutenant général Boniface de Castellane prend le commandement de la 31e division militaire des Pyrénées-Orientales, stationnée à la citadelle de Perpignan en 1833. À sa tête, il contribue à la conquête de l'Algérie par la France en 1837. Dans ce but, il fait aménager le port de Port-Vendres où la darse de Castellane décuple l'œuvre de de Mailly.
Les trabucaires, bandits de grand chemin, sèment la terreur dans le Vallespir entre 1836 et 1847.
Le journal L'indépendant des Pyrénées-Orientales est fondé le 1er janvier 1846 à l'initiative d'un groupe de bourgeois républicains et légitimistes désireux de soutenir la candidature de François Arago aux élections législatives de 1846. Le journal cesse de paraître en 1848 avant d'être repris par les républicains modérés le 16 septembre 1868. Le journal paraît jusqu'en 1944. Après une nouvelle interruption, il reparait en 1950 sous le nom de "le journal l'indépendant".
Une révolte forestière a lieu en avril 1848.[réf. nécessaire]
Lorsque survient le coup d'État du 2 décembre 1851 de Louis-Napoléon Bonaparte, le département a alors une réputation farouchement républicaine. La nouvelle arrive dès le lendemain à Perpignan et un premier rassemblement de protestation a lieu dans l'après-midi devant la préfecture. Pour empêcher tout complot, le maire de la ville, Auguste Lloubes, fait passer le 5 décembre un arrêté interdisant de sortir la nuit la tête couverte. Si le calme revient assez vite à Perpignan, il n'en est pas de même à travers le département, où environ dix mille personnes se soulèvent dans la nuit du 7 au 8 décembre. Mais la dispersion rend la résistance inefficace, à l'exception de quelques noyaux durs, notamment Estagel, patrie de François Arago. Il y eut également des troubles notables à Thuir, Villelongue-de-la-Salanque, Collioure et Prades. Au total, à peu près 500 personnes sont arrêtées : 336 sont envoyées au bagne en Algérie et une dizaine à Cayenne, 91 sont expulsées du territoire. Après cet épisode, le préfet Henri Pougeard-Dulimbert se voit remettre une épée en or de la part des élus locaux, en remerciement de sa gestion ferme et efficace contre les partisans républicains.
Le chemin de fer arrive à Perpignan en 1858 grâce à la Compagnie des chemins de fer du Midi, et prolongé vers l'Espagne vingt ans plus tard.
Les clochers républicains s'affrontent aux clochers troubadours dans tout le département, entre les années 1870 jusqu'au Front populaire de 1936. Ces querelles opposent les défenseurs des vertus de la république face à l'attachement à la foi catholique, et aux sentiments monarchiques et impérial.

## LeXXesiècle

### Les grèves agricoles de 1904 et la révolte des vignerons de 1907
Les cours s'effondrent en 1900, créant la plus forte crise de mévente pour la viticulture roussillonnaise, avec à la clef du chômage et des baisses de salaire. En réaction, une vague de grèves touche l'ensemble de la région entre 1903 et 1904. Les propriétaires manifestent à leur tour, trois en plus tard, attribuant la crise à de la fraude, et non à la surproduction. Le 19 mai 1907, Perpignan accueille 170 000 protestataires, et le 20 juin, la préfecture est incendiée.

### Céret, «la Mecque du Cubisme»
Les séjours d'artistes de Montmartre et du Bateau-Lavoir (1910-1916) à Céret.

### La Retirada
En raison de la situation géographique des Pyrénées-Orientales avec sa frontière pyrénéenne avec l'Espagne, le long du littoral méditerranéen, le département a joué un rôle de premier plan dans les politiques françaises à l'égard des réfugiés ou des personnes considérées comme indésirables sous la Troisième République et le régime de Vichy.
La Retirada, c'est l'exode de centaines de milliers de Républicains espagnols chassés d'Espagne par le Général Franco, à la fin de la guerre civile de 1936-1939. Véritables marée humaine (100 000 réfugiés recensés par le secrétariat de la mairie de Prats-de-Mollo), qui transita par Prats-de-Mollo de janvier à mars 1939. Ces réfugiés vécurent les conditions précaires des camps de fortune malgré les efforts des municipalités puis ils se sont installés massivement dans les Pyrénées Orientales.

### La Seconde Guerre mondiale dans les Pyrénées-Orientales
- 7 septembre 1939, ouverture de la Maternité Suisse d'Elne par l'infirmière de la Croix-Rouge suisse Élisabeth Eidenbenz pour sauver les mères et les enfants de la retirada, puis des prisonnières juives, tziganes et de toutes les nationalités du Camp de Rivesaltes, jusqu'à sa fermeture par les Allemands en avril 1944.
- Juin 1940, défaite militaire de la France et chute de la République française.
- 16 au 20 octobre 1940, les pluies diluviennes s'abattent sur la région faisant près de 50 morts, détruisant des dizaines de ponts et des centaines d'immeubles (voir Aiguat de 1940)[16].
- Enfermement de milliers de juifs français et étrangers au Camp de Rivesaltes, le "Drancy de la zone libre" à partir de 1942 et déportation vers Drancy et Auschwitz.
- le 14 juillet 1942, Action spectaculaire des résistants avec une manifestation à Perpignan
- le 11 novembre 1942, Occupation de la zone libre et du département par les troupes allemandes.
- 1943 construction du Mur de la Méditerranée
- Août 1944, libération du département par l'ensemble des forces de résistance, avec 531 morts dans les rangs de l'armée, des résistants et parmi la population.
- le 2 août 1944, Valmanya, village martyr situé sur les pentes du massif du Canigou. Le village est rasé et incendié par les troupes allemandes et les miliciens qui recherchent le maquis Henri Barbusse, et des guérilléros espagnols. Cinq résistants sont tués dont Julien Panchot qui fut supplicié, pour avoir protégé la retraite de ses compagnons, les armes à la main.
- le 19 août 1944, libération de Perpignan, avec 21 victimes tombées pour la ville.
- Le 19 août 1944, les Allemands fuient la région et font sauter leurs entrepôts de munitions , des mines marines et des armes, détruisant quasiment tout le port de Port-Vendres.
- Épuration à la Libération, 44 exécutions.
- juin 1945, inhumation du résistant Louis Torcatis à Pia

### L'après-guerre

#### L'énergie solaire
- En 1949, l'ingénieur Félix Trombe et son équipe construisent le premier four solaire du monde, le Four solaire de Mont-Louis, pour la recherche expérimentale sur les nouveaux matériaux. Sur le modèle du four de Mont-Louis et au vu des résultats obtenus, un four solaire de taille quasi industrielle fut construit à Odeillo. Les travaux de la construction du grand Four solaire d'Odeillo durèrent de 1962 à 1968 pour une mise en service en 1970.
- Les chercheurs du four solaire d'Odeillo orientèrent davantage leurs travaux vers la conversion de l’énergie solaire en électricité. Ces travaux participèrent à l’étude d’une centrale solaire thermique qui sera réalisée par EDF au début des années 1980. C’est la Centrale solaire Thémis.

#### L'exode des rapatriés d'Algérie
- En 1962, organisation de l'exode des pieds-noirs vers les Pyrénées-Orientales.
  - Robert Boulin, Secrétaire d’État aux Rapatriés dans le gouvernement de Georges Pompidou, annonce 1000 familles arrivées à Perpignan et Port-Vendres.
  - 28 mai 1962, début de l'arrivée massive par bateaux entiers à Port-Vendres mais aussi par avion à l'aéroport de Llabanére.
  - 6 octobre 1962, le gouvernement dévoile son plan d'aménagement du littoral du Languedoc-Roussillon. Raison invoquée: créer un pôle économique qui freine l'hémorragie des touristes vers la Costa Brava. Ce n'est que bien plus tard, qu'Alain Peyrefitte, ministre de l'information en 1962, précise que la motivation première était surtout d'empêcher que les capitaux pieds-noirs ne partent vers l'Espagne et l'Amérique du Sud[17].

- En 1967, l'autoroute A9, nommée, "La Catalane" entre Narbonne et le Perthus met Perpignan en relation directe avec Montpellier et Paris au nord et Barcelone au sud.

- Création des stations balnéaires.
- Arrivée du TGV (débat public en 2009).
- En 2024, une consultation sur le changement de la dénomination des Pyrénées-Orientales à lieu. Le nom retenu est après, proposé à l’État par le conseil départemental[18].